# Ouboutou Tegremante
Ouboutou Tegremante (gest. 1626 bei Old Road Town) war der Häuptling der Kariben (Kallinago) auf St. Kitts, als der Entdecker Thomas Warner 1623 dort anlangte, um eine Kolonie zu gründen. Zunächst schloss er Frieden mit den Engländern und Warner gründete unterhalb seines Dorfes die englische Siedlung Old Road Town.
In dem Maße, wie die europäische Population auf St. Kitts anwuchs, wuchsen auch die Vorbehalte bei Tegremante. 1626, nach einem geheimen Treffen mit den Häuptlingen der benachbarten Inseln Waitikubuli (Dominica) und Oualie entschieden die Ureinwohner, die europäischen Siedlungen in der Nacht des nächsten Vollmonds anzugreifen. Die Igneri-Frau Barbe verriet den Plan jedoch  den Europäern. Sie war erst vor kurzem als Sklavin nach St. Kitts gebracht worden, nachdem die Kalianago eine Arawak-Siedlung überfallen hatten. Der französische Dominikaner Jean-Baptiste Du Tertre schreibt, dass sie die Kalinago hasste und in Warner verliebt war.
Engländer und Franzosen verbündeten sich und griffen die Kariben Nachts an. Die Kolonisten töteten in dieser Nacht etwa 100 oder 120 Kariben  in ihren Hängematten und verschonten nur die schönsten Frauen, die sie als Sklavinnen behalten wollten (siehe dazu auch die Beschreibung des Kalinago-Genozid 1626). Dann begannen sie, Befestigungen auf der Insel zu errichten, um gegen eine erwartete Invasion der Kariben von anderen Inseln gewappnet zu sein.